# Ma'in

Jemen in 100 v.Chr.

De Mineeërs, inwoners van het Koninkrijk Ma'in of kortweg Ma'in , dat in het huidige Jemen lag, werd rond de 6e eeuw v.Chr. gesticht. Volgens middeleeuwse Arabische geografen lag het in een strook woestijn genaamd de Sayhad, het hedendaagse Ramlat al-Sab’atayn. Ze waren een van de vier oude Jemenitische volkeren die door Eratosthenes genoemd werden. De andere drie waren de Sabeeërs, de Hadramieten en de Qatabanen. Alle vier volkeren hadden regionale koninkrijken in het gebied van het huidige Jemen, de Mineeërs in het noordwesten, het koninkrijk Saba ten zuidoosten van hen, de Qatabanen ten zuidoosten van Saba en de Hadramieten in het oosten.

## Geschiedenis
Er is weinig bekend over de vroege geschiedenis van het noordelijke Jemenitische koninkrijk. De regio die later bekend kwam te staan als Ma'in, bestond uit een aantal onafhankelijke stadstaatjes, die onder sterke invloed stonden van Saba. In de stadstaat Haram kan men op inscripties niet alleen typische Mineese taalkenmerken vinden, maar ook vertonen ze invloed uit Saba. Rond de 6e eeuw v.Chr. werden deze stadstaten samengevoegd tot het koninkrijk Ma'in. Dit onderging al snel een invasie door Saba, die de daaropvolgende 200 jaar Ma'in regeerde.
Rond 400 v.Chr. wist Ma'in het juk van Saba van zich af te werpen, mede dankzij een nieuw gevormde alliantie met Hadramitië. Een halve eeuw werden beide koninkrijken geregeerd door dezelfde familie. Rond 300 v.Chr. beleefde Ma'in een bloeiperiode, vanuit hun hoofdstad, Yathill, en later Qarnawu. Dankzij de veroveringen van Najran, Asir en Hijaz, de heersers van Ma'in rond die tijd, kreeg Ma'in de controle over de wierookroute, waardoor de inkomsten van het rijk flink stegen. Tegen het eind van de 3e eeuw v.Chr. was Ma'in in het bezit gekomen van een aantal havenplaatsen aan de Rode Zee, waardoor zeehandel mogelijk werd.
Rond 200 v.Chr. werd Ma'in veroverd door Qataban, maar nadat het Qatabaanse rijk gevallen was, stortte het Mineese rijk ook in. De regio bleef daarna tijden lang onder Sabaanse heerschappij, totdat de Romeinse generaal Gaius Aelius Gallus een militaire campagne waagde in het gebied rond 25 v.Chr.

## Handel
De Mineeërs waren, net zoals sommige andere Arabische en Jemenitische koninkrijken, betrokken bij een uiterst lucratieve specerijenhandel, die voornamelijk bestond uit wierook en mirre. Inscripties die in Qanawu gevonden zijn, beschrijven een aantal handelsposten langs de handelsroute, met inbegrip van Yathrib en Gaza. Verder is er ook een kort verslag over een oorlog tussen de Egyptenaren en de Syriërs die de handel verhinderde.
De Mineeërs hadden een ander sociaal systeem dan de rest van de klassieke Zuid-Arabieren. Hun koning was namelijk de enige die wetten maakte, samen met een raad van ouderen, die in Ma'in de religieuze functies bekleedde en bestond uit leden van families van de hogere sociale klassen. De Mineeërs werden in groepen van verschillende groottes verdeeld, die elk geleid werden door een kabir. Elke twee jaar waren er verkiezingen, en de kabir was verantwoordelijk voor de uitvoerende macht in zijn groep. Soms hadden de kabirs ook de macht over een of enkele handelsposten.